# Theridion sinaloa
Theridion sinaloa là một loài nhện trong họ Theridiidae.
Loài này thuộc chi Theridion. Theridion sinaloa được Herbert Walter Levi miêu tả năm 1959.